# The Last Tormentor
The Last Tormentor es el primer EP en directo de la banda de black metal Gorgoroth. Fue grabado en vivo en Maxime, Bergen, Noruega el 23 de mayo de 1996 y publicado en vinilo rojo ese mismo año, fue limitado a 666 copias.
En noviembre de 2007 fue relanzado con el nombre Bergen 1996 en CD y en vinilo por Regain Records y Forces of Satan Records.

## Lista de canciones

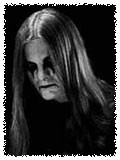
Erik Brødreskift (alias Grim) se suicidó en 1999, figuró como artista invitado, participó oficialmente en Under the Sign of Hell (1997).

| Lado Atomkrig |                      |          |  |
| N.º           | Título               | Duración |  |
| 1.            | «Revelation Of Doom» | 4:28     |  |

| Lado Undergang |          |          |  |
| N.º            | Título   | Duración |  |
| 2.             | «Ritual» | 4:33     |  |

## Miembros
- Infernus - guitarra
- Pest - voz
- Ares - bajo
- Grim - batería